# گورنگا بادانگا
گورنگا بادانگا (به صربی: Gornja Badanja) یک روستا در صربستان است که در لوزنیسا واقع شده‌است. گورنگا بادانگا ۵۹۸ نفر جمعیت دارد.